# 小川正子

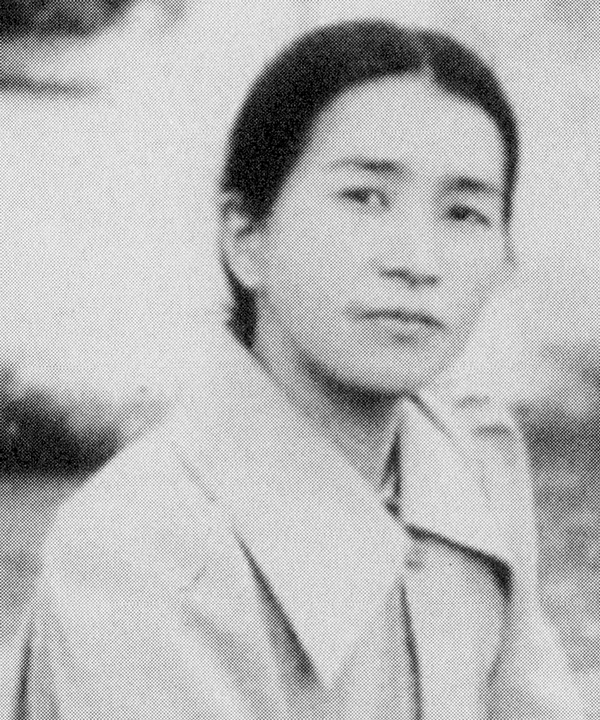
小川正子

小川 正子（おがわ まさこ、1902年3月26日 - 1943年4月29日）は、日本の医師。手記『小島の春』で知られる。
1932年、希望して岡山県の長島愛生園に勤務、光田健輔の指導を受ける。ハンセン病在宅患者の収容に赴き、その状況を『小島の春』に著した。同書はその文学的価値が高く評価されて映画化され、「小島の春現象」を産んだが、一方でハンセン病に対する偏見を強化し、無らい県運動に加担したとする批判もある。
※以下の文中では、当人存命当時の慣例に沿って、ハンセン病について「らい」と表記する場合がある。

## 来歴

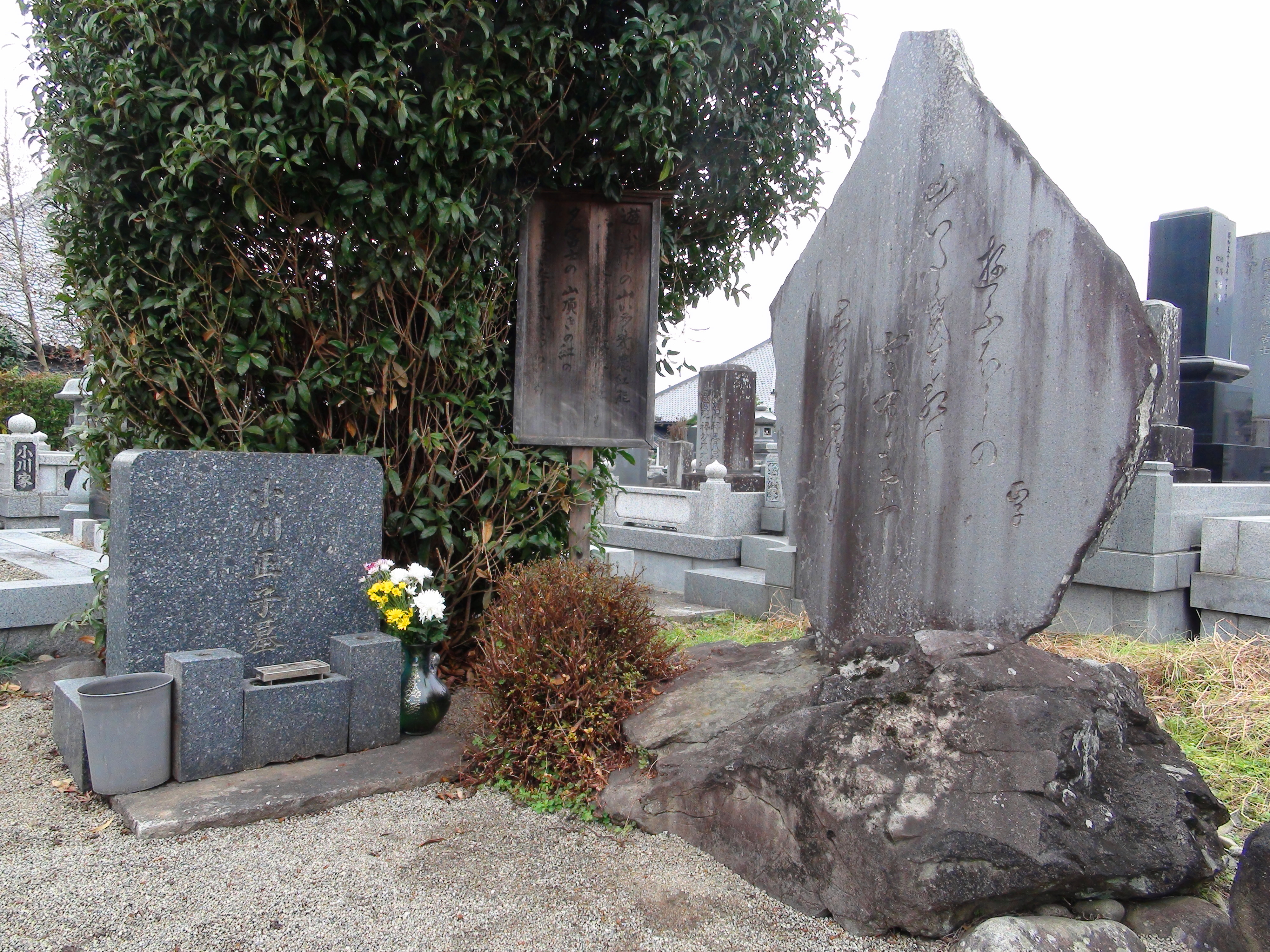
小川正子の墓（左）と、正子の同級生により1944年に建立された歌碑。山梨県笛吹市春日居町桑戸の佛念寺。2011年12月撮影。

山梨県東山梨郡春日居村（現在の笛吹市）に生まれる。1918年に甲府高等女学校を卒業した。1920年、遠縁にあたる樋貝詮三と結婚したが、1923年に離婚した。
1924年東京女子医学専門学校に入学。1929年の卒業時に、全生病院院長の光田健輔を訪問して就職を希望するが、採用されなかった。卒業後は東京市立大久保病院に勤務して、内科と細菌学を研究した。1930年、賛育会砂町診療所に移る。1931年から泉橋慈恵病院に勤務したのち、開業した。
1932年6月12日に、長島愛生園に行き、医務嘱託として採用される。1934年に医官となる。しばしば検診に赴いた。光田より検診の記録を残すように勧められる。1936年は検診を続ける。
1937年初夏、結核を発病して島で療養生活に入る。1938年、肺疾患のために郷里にて静養する。11月『小島の春 ある女医の手記』を長崎書店より出版する。同書は1940年に同名の『小島の春』として映画化された。
1941年に長島愛生園を自主退職する。1943年4月29日、肺結核のため41歳で死去。
没後の1948年、長島愛生園に歌碑が建立された。1984年に東山梨郡春日居町の名誉町民となる。1991年、同町に小川正子記念館が開館した。

## 小島の春
1934年8月末、小川正子は光田園長から高知県に患者収容に行くことを命じられた。一行は山田書記、青山看護長と小川正子である。難所をこえ、人が集まる所では講演や映写もおこなう旅で、また相当な僻地において、未収容のらい患者を診察する経験を記した手記である。

### 内容
章立ては以下の通りである。
- 土佐の秋（検診昭和9年9月）
- 再び土佐へ（昭和11年1月）
- 小島の春（その1、昭和11年4月）
- 小島の春（その2、昭和11年7月）
- 国境の雲、（昭和11年7月）
- 阿波講演旅行の歌（昭和11年11月）
- 無名遍路の墓
- 淋しき父母（昭和12年6月）

名文に加えて、心を打つ短歌が多く添えられていることも、特徴であった。
- これやこの夫と妻子の一生の別れかと想へば我も泣かるる
- 夫と妻が親とその子が生き別る悲しき病世になからしめ

### 出版に当たって
正子に記録を書くように命じたのは光田健輔であるが、彼の努力は最初はうまくいかなかったので医師の内田守に任せた。内田は内田守人というペンネームを持つ「水甕」の歌人でのちに明石海人の『白描』を出版させた人であった。自費出版には300円必要であったが、内田は正子を説得して100円出させ、内田は医局などで200円を工面した。光田は出さなかった。長崎次郎書店に頼んだが、書店も勝負とみて、各方面に送ったのが当たったという。

### 称賛
当時の風潮もあり、映画化されて高い評価を受けた。らい科学者でもあり文学者でもある木下杢太郎（医師としては太田正雄）は『小島の春』の文学的価値に限って高く評価した。
しかし木下は、映画版を見てからライ根絶の最良策はその化学療法にあると批判した。
名和千嘉の編著『小川正子と愛生園』（自費出版、1988年）には、正子に対する多数の人（光田健輔、吉岡弥生、長崎次郎、土井晩翠、土井八枝、小林秀雄、夏川静江、高野六郎、田尻敢、林文雄、立川昇、内田守人、内田フミエ、宮川量、上尾登、桑野ユキ、山田清波、明石海人、二見博三、松村好之）による称賛の言葉が載せられている。編集者の名和千嘉は、愛生園で勤務した内科医で、宮古南静園で勤務したこともある。

### 小島の春現象
荒井英子は著書『ハンセン病とキリスト教』（岩波書店、1996年）の中で「小島の春現象」という言葉を造語したと述べている。当時、半世紀以上医療に従事した女医もいる中で、正子はわずか6年ばかり検診、収容に従事しただけであるにもかかわらず、偶像化・美化がなされた。正子自身も聖医扱いをされるのに嫌悪を示していた。
阿部知二は、多くの人の心の中に次第に軍国主義化し非人間的になっていく時流に抵抗の念があったのだろうと述べている。小川の行為を皇軍の勇士にたとえた人物もいた。ヒューマニズムを前面に出し、銃後を守る女の模範を示す形で一大ブームとなった。
ハンセン病医池尻愼一は、1940年、ハンセン病に関して著書『傷める葦』（山雅房）を書いてベストセラーとなり、同年中に30版を数えた。彼の著書は文部省推薦となる。また、新聞広告には「『小島の春』後日物語」と銘打たれた。この書籍も無らい県運動を活性化した。

## キリスト教との関わり
前記の荒井英子は、『ハンセン病とキリスト教』の第2章と第3章で小川正子について記述している。離婚したあと医学校に入学したことは、単なる良妻賢母主義でなく、家庭をとびだした「新しい女」という考えを示している。荒井は、正子がそれをさらに突き詰めて、無教会主義のキリスト者となったとする。またリデルとの関連も記載している。荒井は、正子には教会のキリスト教にたいする一種の距離感、批判のようなものがあったことが晩年の歌に読み取れるとしている。

## 批判
『小島の春』において、らいは一様に強力な伝染病のように書かれる。光田の影響の下、妊娠、分娩による負担から女性の病状が極端に悪化することが多いという結論を導いている。荒井英子は、啓蒙活動をしている正子が、らい患者の断種を正当化しているのは矛盾であると批判している。
泉潤は、正子は自身が実体験した事柄について、「絶対隔離政策という国策の矛盾に気づく機会は十分にある」と論じている。また、断種、堕胎に正子が関わったという確認はされていないが、療養所の医官であったなら知っているはずだとも述べている。加えて、正子が結核療養に使った家屋がハンセン病療養所より高級なものだったことを批判している。

## 関連文献
- 名和千嘉（編著）『小川正子と愛生園』名和千嘉、1988年